# Allophylus ujori
Allophylus ujori är en kinesträdsväxtart som beskrevs av Martin Roy Cheek. Allophylus ujori ingår i släktet Allophylus och familjen kinesträdsväxter. Inga underarter finns listade i Catalogue of Life.